# Trattato Bowring
Il trattato Bowring (Bowring Treaty in inglese) fu un trattato di tipo commerciale stipulato il 18 aprile 1855 tra il Regno Unito di Gran Bretagna e Irlanda e il Regno del Siam. Prende il nome da Sir John Bowring, all'epoca governatore di Hong Kong ed inviato britannico.

## Storia
Il trattato segue e modifica il precedente trattato Burney siglato nel 1826. Per via delle clausole nettamente a favore del Regno Unito, è da includersi tra i cosiddetti trattati ineguali stipulati nella seconda metà del XIX secolo tra le potenze occidentali ed i paesi asiatici come Cina, Giappone e Corea.
Il trattato dava accesso in Siam alle compagnie straniere e limitava la tassazione per quelle britanniche. Concedeva inoltre l'istituzione di un consolato britannico a Bangkok, garantiva diritti di extraterritorialità in Siam ai cittadini britannici, ai quali permetteva anche di possedere terra in Siam. 
Tra i vari punti che il trattato concedeva vi sono:
1. L'apposizione dei sudditi britannici sotto la giurisdizione consolare. Così, per la prima volta, il Siam concedeva l'extraterritorialità in materia fiscale e di giudizio a soggetti stranieri.
2. Ai sudditi britannici veniva concesso diritto di commerciare liberamente in tutti i porti marittimi, e di risiedere in modo permanente a Bangkok. Era permesso anche comprare ed affittare proprietà nei dintorni di Bangkok e viaggiare liberamente all'interno del paese mediante permessi rilasciati dal console.
3. Riduzione dei dazi di importazione ed esportazione per le merci britanniche.
4. Il dazio di importazione veniva fissato al tre per cento per tutti gli articoli, con due eccezioni: i lingotti d'oro e l'oppio entrambi esenti da dazio, quest'ultimo però poteva essere venduto soltanto ai coltivatori. Inoltre gli articoli di esportazione dovevano essere tassati solo una volta.
5. Ai mercanti britannici veniva concesso di poter acquistare e vendere direttamente con i siamesi senza interferenze da parte di mediatori. Il governo siamese si riservava il diritto di vietare l'esportazione di sale, riso, pesce nel caso la produzione non fosse sufficiente[3].